# Ulrike Frank

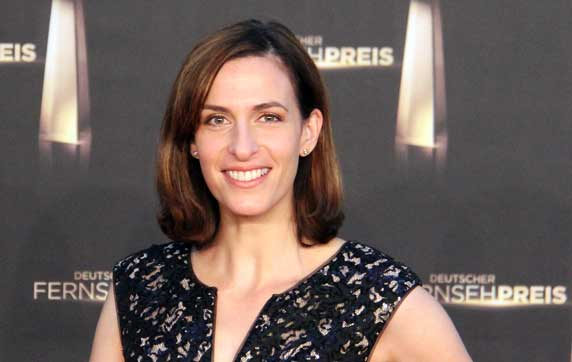
Ulrike Frank in 2012

Ulrike Frank (Stuttgart, 1 februari 1969) is een Duitse actrice.
Ulrike groeide op in het Duitse plaatsje Friolzheim. Ze volgde een opleiding aan de Essener Folkwang Hochschule. Ze speelde daar in de toneelstukken Jimmy Dean (over James Dean) en Keep Cool. In 1999 speelde Ulrike de rol van de transseksuele Julia Breuer in de dramaserie Mallorca - Suche nach dem Paradies van ProSieben. Een jaar later speelde ze de rol van Tina Ullrich in Gute Zeiten – Schlechte Zeiten. Twee jaar later keerde ze terug naar deze serie om de rol van Katrin Gerner te gaan spelen. Op dit moment is ze nog steeds in deze serie te zien. 
Sinds 1999 is Ulrike getrouwd met de Duitse componist Marc Schubring.

## Filmografie (selectie)
- 1998: Verbotene Liebe (2 afleveringen)
- 1999: Mallorca – Suche nach dem Paradies
- 2000, sinds 2002: Gute Zeiten, schlechte Zeiten
- 2000: Großstadtträume
- 2002: Hinter Gittern (5 afleveringen)
- 2005: Emilia
- 2008: Im Namen des Gesetzes – Tödlicher Einbruch
- 2009: SOKO Leipzig – Ein neues Leben
- 2010: Alles was zählt
- 2020: SOKO München: Nackte Wahrheit
- 2023: Leon – Kämpf um deine Liebe